# كليمانس أشقر
كليمانس أشقر (11 ديسمبر 1979 -)، ملكة جمال لبنان للعام 1998 ومقدمة برامج.

## حياتها
ولدت في بيروت، درست في الجامعة اللبنانية الأمريكية تخصص علم الإجتماع، تزوجت من رجل الأعمال اللبناني اليكو حبيب عام 2005 الذي عملت معه في مجالات عديدة كالتسويق والعقارات إضافة لمطعهما الخاص الذي افتتحاه في العاصمة بيروت رزقت منه بطفل أسمته ألكسندر في مايو عام 2015.

## مشوارها المهني
بدأت في سن مبكرة في مجال عرض الأزياء كما قدمت الكثير من التصاميم لعدة مصممين لبنانين وأجانب إضافة لصور أغلفة المجلات
أصبحت وجها إعلانيا لمجوهرات مشهورة ومستحضرات تجملية 
قامت بحملات تنشيطية لحماية البيئة ومساعدة الأيتام والأطفال المعوزين، اشتهرت أيضاً بابتسامتها الحلوة، التي استخدمت كأفضل وسيلة ترويج لمعجون اسنان كريست.
شاركت في مسابقة ملكة جمال لبنان عام 1998 على شاشة المؤسسة اللبنانية للإرسال عندما كانت في سن الثامنة عشرة ونالت اللقب بعدها شاركت في مسابقات عالمية في دول أجنبية كملكة جمال الكون وملكة جمال العالم
قدمت العديد من البرامج على قنوات لبنانية أولها كان برنامج  أوروبا جارتنا على شاشة المؤسسة اللبنانية للإرسال عام 2009 تتحدث فيه عن البلدان الأوربية
عام 2011 منظموا كتاب "women of Monaco" و " women of Europe" إختاروها إلى جانب 9 نساء لبنانيات ليمثلن لبنان كل في مجاله.
إنتقلت عام 2010 لشاشة إم تي في اللبنانية لتقديم حفلة جوائز الموريكس دور
عام 2014 برنامج بعنوان يوث كلينيك برنامج مختص بالصحة والجمال على ال بي سي الفضائية اللبنانية وروتانا خليجية
شاركت بتقديم عدة سهرات ومناسبات منها ملكة جمال لبنان رالي الأردن كأس دبي العالمي 100سنة موضة في فرنسا.